# Euthyrrhapha nigra
Euthyrrhapha nigra är en kackerlacksart som beskrevs av Lucien Chopard 1949. Euthyrrhapha nigra ingår i släktet Euthyrrhapha och familjen Polyphagidae.
Artens utbredningsområde är Madagaskar. Inga underarter finns listade i Catalogue of Life.